# Forchheimi járás
Forchheim járás egy járás Bajorországban. Forchheimi járás Bamberg, Bayreuth, Nürnberger Land és Erlangen-Höchstadt járásokkal határos. Lakosainak száma 97 433 fő (1987. május 25.).

## Népesség
A járás népessége az elmúlt években az alábbi módon változott:
| Lakosok száma | 31 252 | 34 357 | 29 290 | 43 878 | 87 462 | 97 433 | 113 424 | 113 900 | 115 259 | 115 681 |
|               | 1871   | 1885   | 1925   | 1950   | 1970   | 1987   | 2013    | 2014    | 2016    | 2017    |